# Rick Renteria
Richard Avina Renteria (né le 25 décembre 1961 à Harbor City, Californie, États-Unis) est un ancien joueur des Ligues majeures de baseball.
Il a dirigé les Cubs de Chicago pendant la saison 2014.

## Carrière de joueur
Rick Renteria est un choix de première ronde des Pirates de Pittsburgh, qui en font le 20e joueur sélectionné au total en 1980. Il joue son premier match dans le baseball majeur le 14 septembre 1986 mais ce n'est que le premier de 10 pour Pittsburgh. Le 5 décembre suivant, les Pirates l'échangent aux Mariners de Seattle pour Bob Siegel, un lanceur droitier qui ne dépassera jamais le stade des ligues mineures. Renteria joue un total de 43 parties pour Seattle en 1987 et 1988. Il plafonne ensuite en ligues mineures dans l'organisation des Mariners et des Expos de Montréal et joue aussi Mexique, où il s'aligne en 1991 et 1992 pour les Charros de Jalisco de la Ligue mexicaine de baseball.
En 1993, Renteria profite d'une expansion de la Ligue nationale pour rejoindre une des deux nouvelles franchises du baseball majeur, les Marlins de la Floride. Le 7 avril 1993, il joue son premier match dans les majeures depuis le 29 juin 1988. À sa première année en Floride, il joue 103 parties, son plus grand nombre en une saison dans les majeures. Sa moyenne au bâton s'élève à ,255. Il frappe ses deux premiers coups de circuit au plus haut niveau, récolte 67 coups sûrs au total et 30 points produits. En 1994, il frappe pour ,224 avec deux circuits et 4 points produits en 28 matchs des Marlins.
Renteria, un joueur de deuxième but et de troisième but, a disputé 184 matchs au total dans les majeures. Il compte 100 coups sûrs, dont 20 doubles, deux triples et 4 circuits. Il a 41 points produits, 42 points marqués et deux buts volés. Sa moyenne au bâton en carrière se chiffre à ,237.

## Carrière d'instructeur
Après sa retraite de joueur, Renteria amorce une carrière de manager en ligues mineures dans l'organisation des Marlins de la Floride. Il est nommé meilleur gérant de la Ligue Midwest après avoir mené l'équipe de Kane County, club-école de niveau A des Marlins, au meilleur dossier de la ligue en 1999.
Il dirige des clubs affiliés aux Padres de San Diego de 2002 à 2007. En décembre 2007, il est nommé instructeur chez les Padres, d'abord instructeur de premier but de 2008 à 2010, puis de 2011 à 2013 comme instructeur de banc aux côtés du gérant Bud Black.
Renteria est aussi le gérant de l'équipe du Mexique durant la Classique mondiale de baseball 2013.

### Cubs de Chicago
Le 7 novembre 2013, Rick Renteria devient le 53e gérant de l'histoire des Cubs de Chicago. C'est son premier poste du genre dans les majeures. Il succède à Dale Sveum.
Le 31 mars 2014, Renteria écrit une page d'histoire en étant le premier gérant à faire appel à l'arbitrage vidéo après que le baseball majeur eut annoncé l'usage extensif de cette technologie. En 5e manche d'un match à Pittsburgh face aux Pirates, Renteria conteste la décision de l'arbitre Bob Davidson, qui venait de déclarer le frappeur des Cubs Jeff Samardzija retiré au premier but comme second retrait d'un double jeu. La reprise vidéo confirme le retrait et maintient la décision de l'officiel.
Après une saison de 73 victoires et 89 défaites, Renteria est congédié par les Cubs le 31 octobre 2014. Les Cubs le libèrent afin de le remplacer par Joe Maddon, un gérant d'envergure soudainement devenu disponible après avoir quitté les Rays de Tampa Bay deux semaines plus tôt. Les Cubs expliquent leur décision en soulignant que Renteria avait, selon eux, mérité de reprendre les rênes du club en 2015, mais que la soudaine disponibilité de Maddon les avait forcés à faire un choix.

### White Sox de Chicago
Renteria est instructeur de banc aux côtés de Robin Ventura en 2016. Lorsque ce dernier démissionne de son poste de gérant, Renteria est nommé comme remplaçant le 3 octobre 2016.